# Чернобио
Черно̀био (на италиански: Cernobbio; на ломбардски: Cernòbi, Черноби) е градче и община в Северна Италия, провинция Комо, регион Ломбардия. Разположено е на 202 m надморска височина, на югозападния бряг на езеро Лаго ди Комо. Населението на общината е 6748 души (към 2017 г.).